# Kaple Andělů strážných (Staré Město)
Kaple Andělů strážných je klasicistní památka ve Starém Městě u Karviné. V roce 2006 byla Ministerstvem kultury České republiky prohlášena kulturní památkou České republiky.

## Popis

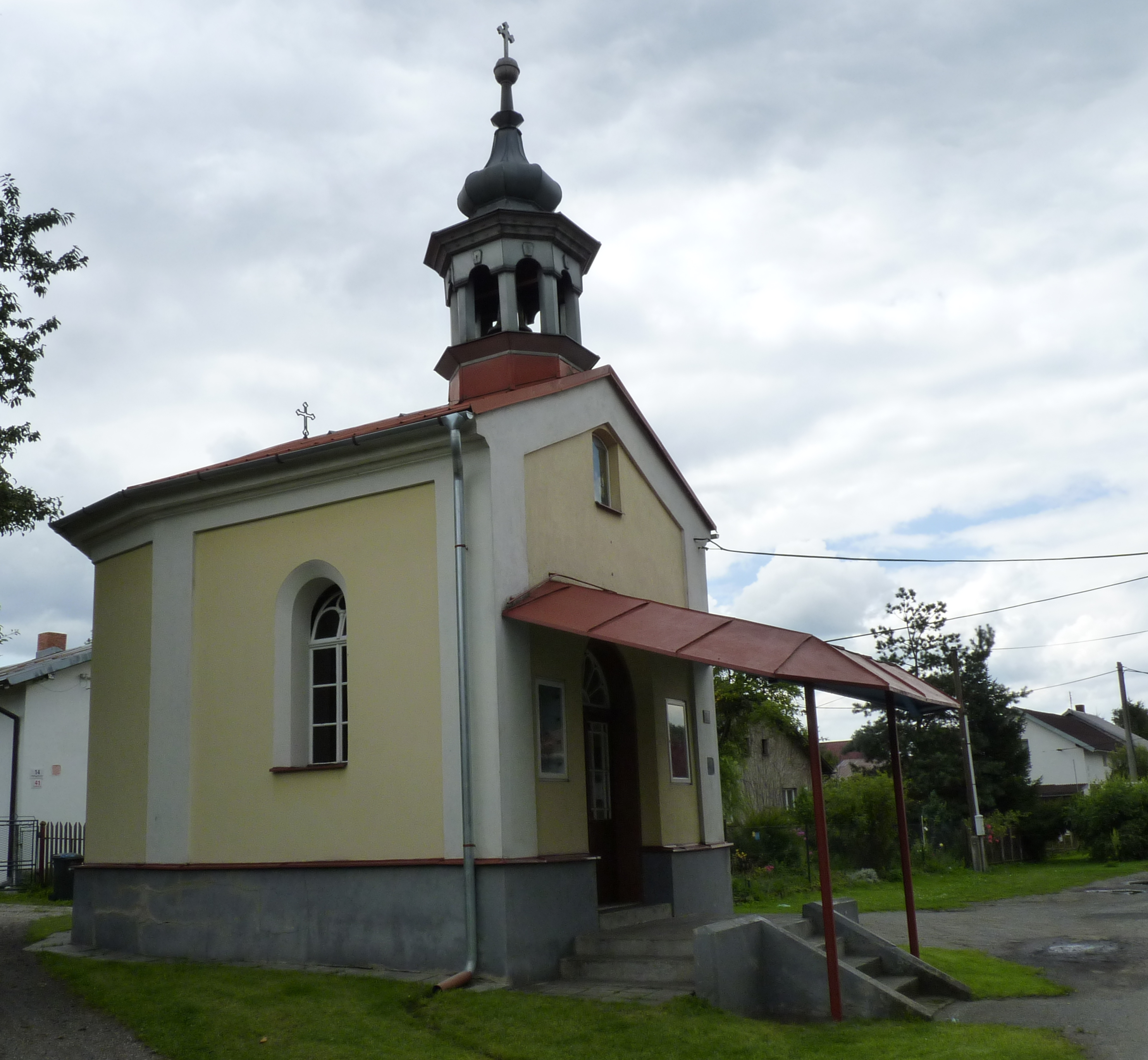
Pohled na kapli

### Exteriér
Klasicistní kaple z 18. století je samostatně stojící zděná omítaná stavba postavena na vyšší podezdívce na půdorysu obdélníku s polygonálním závěrem ukončena sedlovou střechou. Omítky jsou hladké členěné lizenovými rámy. Ve středu průčelí jsou dveře s půlkruhovým záklenkem, který vyplňuje světlík. Po obou stranách dveří jsou výklenky se soškami a nade dveřmi v trojúhelníkovém štítu je další výklenek s obrazem. Za štítem průčelí v přední části střechy je posazena polygonální arkádová zvonička zastřešena cibulovou střechou a ukončena křížem. Ve středu obou okapových stěn je prolomeno štíhlé vyšší okno s půlkruhovým zakončením. Před vstupem bylo betonové trojramenné schodiště kryté plechovou stříškou.

### Interiér
V interiéru mají stěny novodobou výmalbu s původními freskami a jsou ukončeny fabionem, na který navazuje plochý strop.
Hlavní oltář s novorenesančními prvky a s detaily novobarokního klasicismu pochází z konce 19. století. Na deštěné oltářní mense je retabulum s konzolami s oltářním obrazem archanděla Rafaela s malým Tobiášem. Ve štítovém nástavci retabula je kopie obrazu Panny Marie Čenstochovské. Hlavní oltář je 4,50 m vysoký 2,15 m široký a do hloubky měří 0,35 m.

## Oprava kaple
V roce 2021 byla dokončena celková oprava kaple. Ke snížení vlivu poddolování byly odvodněny základy a ztuženy železobetonovým věncem, dále bylo provedeno ztužení obvodového zdiva pomocí konstrukce nerezových prutů. Původní betonové schodiště bylo nahrazeno novým kamenným pětistupňovým schodištěm a novými madly. Odstraněna byla i plechová stříška a nahrazena novou závěsnou celoskleněnou stříškou. Interiér byl nově vymalován se zachováním původních fresek.